# Gröbenzell
Gröbenzell este o comună din districtul Fürstenfeldbruck, landul Bavaria, Germania.

### Date geografice și demografice
Comuna Gröbenzell a fost fondată în 1952 din părți ale localităților München, Puchheim, Olching și Geiselbullach. Este o comună mare, cu aproape 20.000 de locuitori, aflată la cca. 16 km la vest de München, una dintre multele suburbii ale orașului München, care oferă spațiu de locuit mai puțin polat și mai echlibrat din punct de vedere social față de München.

### Orașe înfrățite
- Garches (Franța)
- Pilisvörösvár (Ungaria)